# Constellation Energy
Constellation Energy est une entreprise américaine de production et de distribution d'énergie basée à Baltimore (Maryland, États-Unis) et listée dans le Fortune 500.

## Caractéristiques
La société opère trente-cinq centrales dans onze États (principalement dans le Maryland, la Pennsylvanie, l'État de New York, la Virginie-Occidentale et la Californie) sous les appellations de Constellation Commodities Group ou Constellation Generation Group. Elle détient ainsi une puissance de 9 000 MW composés d'énergies fossiles (charbon, gaz, fioul), nucléaire et renouvelables. De plus via sa filiale Baltimore Gas and Electric Company (BGE), Constellation Energy est présent dans le marché de la distribution du gaz et de l'électricité dans le Maryland.

## Historique
En septembre 2005, une coentreprise est signé entre Constellation Energy et Areva afin de mettre en exploitation deux centrales de type EPR sur le site de Oswego dans l'État de New York et sur le site de Lusby dans le Maryland. En décembre 2005, le groupe Florida Power & Light annonce une offre d'acquisition sur Constellation Energy de 11 milliards de dollars. Mais le 25 octobre 2006, elle est pourtant officiellement annulée.
En septembre 2008, une offre d'achat pour 4,7 milliards USD (3,3 milliards d’euros) a été proposée par l'homme d'affaires Warren Buffett, profitant de la forte baisse du titre Constellation (58 % au cours de la semaine écoulée) mais celle-ci a été finalement refusée le 18 novembre 2008 par le conseil d'administration qui préféra EDF qui détenait déjà 9,51 % du capital de la société et devrait monter à 49,99 %, conformément à l'accord passé avec le groupe énergétique américain avec lequel il entend exploiter des centrales nucléaires de type EPR aux États-Unis,
En décembre 2008, le groupe français EDF propose de racheter 49,99 % des activités nucléaire de Constellation Energy pour 4,5 milliards de dollars. EDF espérait une transaction réalisée en six à neuf mois. Les autorités du Maryland ont retardé ce marché en juin 2009, le temps d'étudier s'il était d'intérêt public ou non. Elles ont demandé aux intéressés de faire valoir leur point de vue par écrit avant le 26 octobre 2009, sans préciser la date de décision finale.
En octobre 2010, Constellation a renoncé au projet de construction de centrale nucléaire EPR dans l'État du Maryland.  EDF et Constellation signent alors un protocole de séparation au terme duquel EDF rachète à Constellation sa participation dans la coentreprise (Unistar) créée afin de construire des centrales nucléaires de type EPR aux États-Unis et qui détient plusieurs centrales anciennes, Calvert Cliffs et réduit sa participation dans Constellation. 
En mars 2016, la députée européenne Corinne Lepage affirme qu'"EDF a investi en pure perte 6 milliards de dollars dans Constellation Energy, avec l'ambition de construire des centrales nucléaires, puis y a renoncé en raison du tarif prohibitif des assurances américaines.".
Au premier semestre 2016, EDF réalise d'importantes dépréciations d'actifs concernant la coentreprise nucléaire américaine Constellation Energy Nuclear Group (CENG).
En août 2021, EDF annonce avoir réalisé la cession de sa participation de 49,99% dans Constellation Energy Nuclear Group, LLC (CENG) à son partenaire Exelon Generation. Cette opération s'inscrit dans le cadre de l'option de vente conclue en avril 2014 entre EDF et Exelon. Le prix de vente de la participation d'EDF dans CENG s'élève à 885 millions de dollars 
Le 10 janvier 2025, Constellation Energy annonce le rachat de Calpine (en) pour 26,6 milliards de dollars (26 milliards d'euros), dette incluse. C'est la plus grosse opération dans le secteur de l'électricité aux États-Unis depuis le rachat du texan TXU pour 45 milliards de dollars, en 2007. La clôture de ce rachat, attendue d'ici à douze mois, permettra à Constellation de quasiment doubler ses capacités de production, à près de 60 GW, soit l'équivalent du parc nucléaire français d'EDF (hors EPR de Flamanville). Il deviendra ainsi le plus grand producteur d'électricité indépendant d'Amérique du Nord. Calpine apportera ses 78 centrales au gaz naturel au Texas, au Delaware, dans l'État de New York et en Virginie, soit 95 % de ses capacités, et géothermiques (5 %, en Californie). En Virginie, les data centers représentent déjà plus de 25 % de la demande d'électricité. Constellation a annoncé fin 2024 son intention de relancer en 2028 un réacteur nucléaire de la centrale accidentée de Three Mile Island, en Pennsylvanie, pour fournir Microsoft en électricité. Une étude rendue publique en 2024 par le ministère américain de l'Énergie prévoit que la consommation des centres de stockage de données pourrait tripler et représenter jusqu'à 12 % de l'électricité du pays dans trois ans.
Le 3 juin 2025, Constellation Energy a signé un contrat d'approvisionnement électrique  sur 20 ans avec Meta depuis la centrale nucléaire de Clinton